# Alāman
Alāman (persiska: طَلابِن, اِلايِن, Ţalāben, الامن) är en ort i Iran.   Den ligger i provinsen Golestan, i den norra delen av landet, 300 km öster om huvudstaden Teheran. Alāman ligger 303 meter över havet och antalet invånare är 135.
Terrängen runt Alāman är varierad. Runt Alāman är det ganska tätbefolkat, med 134 invånare per kvadratkilometer. Närmaste större samhälle är ‘Alīābād-e Katūl, 10,1 km nordost om Alāman. I omgivningarna runt Alāman växer i huvudsak blandskog.